# Halation
「Halation」（ハレーション）は、秦基博の8枚目のシングル。2009年8月12日に発売された。

## 解説
- 全作詞作曲は秦基博。編曲は皆川真人（#1）、山本隆二（#2）。
- オリコンウィークリーチャートでは初登場10位を記録し、シングル3作連続トップ10入りとなった。
- 予約受注分限定購入特典として、タワーレコードでは秦本人が使用しているものと同じ型の特製ピック、TSUTAYAでは未使用写真を使用したジャケットサイズのカレンダーカード、HMVではTSUTAYAのものとは別の未使用写真を使用したアナザージャケットカードが付属。
- 初回限定盤には、プレミアムライブの模様に加え、当日の密着ドキュメント映像を収めたDVD付。

## 収録曲
1. Halation
  - 朝日放送・テレビ朝日系『全国高校野球選手権大会中継』『熱闘甲子園』『速報!甲子園への道』各2009年度（第91回全国高等学校野球選手権大会）テーマソング
  - 武道館公演前後より楽曲を制作していたが、『全国高校野球選手権大会』のテーマソングの依頼を受け、イメージを膨らませながら完成させた曲。
2. サークルズ
  - スペースシャワーTV20周年記念イメージソング
  - 同局の20周年記念アニバーサリーソングとして、同局の番組やライブ等で公開していた。
3. 朝が来る前に（Live at 岡山ルネスホール）
  - 全国ツアー『GREEN MIND 2009』の岡山公演でのライブ音源。
4. Halation［backing track］

## 初回特典DVD収録内容
- 『「秦基博 in 高知キャンプ」2009.2.28@高知/BAY5 SQUARE』

1. トレモロ降る夜
2. 虹が消えた日
3. プール
4. 青い蝶
5. 花咲きポプラ
6. キミ、メグル、ボク
7. 鱗（うろこ）
8. フォーエバーソング
9. 風景
10. 最悪の日々